# Sagalés
Sagalés és una empresa de transport per autobús que opera per tota Catalunya i amb seu central en el municipi vallesà de Mollet del Vallès. Sagalés SA és el resultat d'una agrupació d'empreses de transport de viatgers.

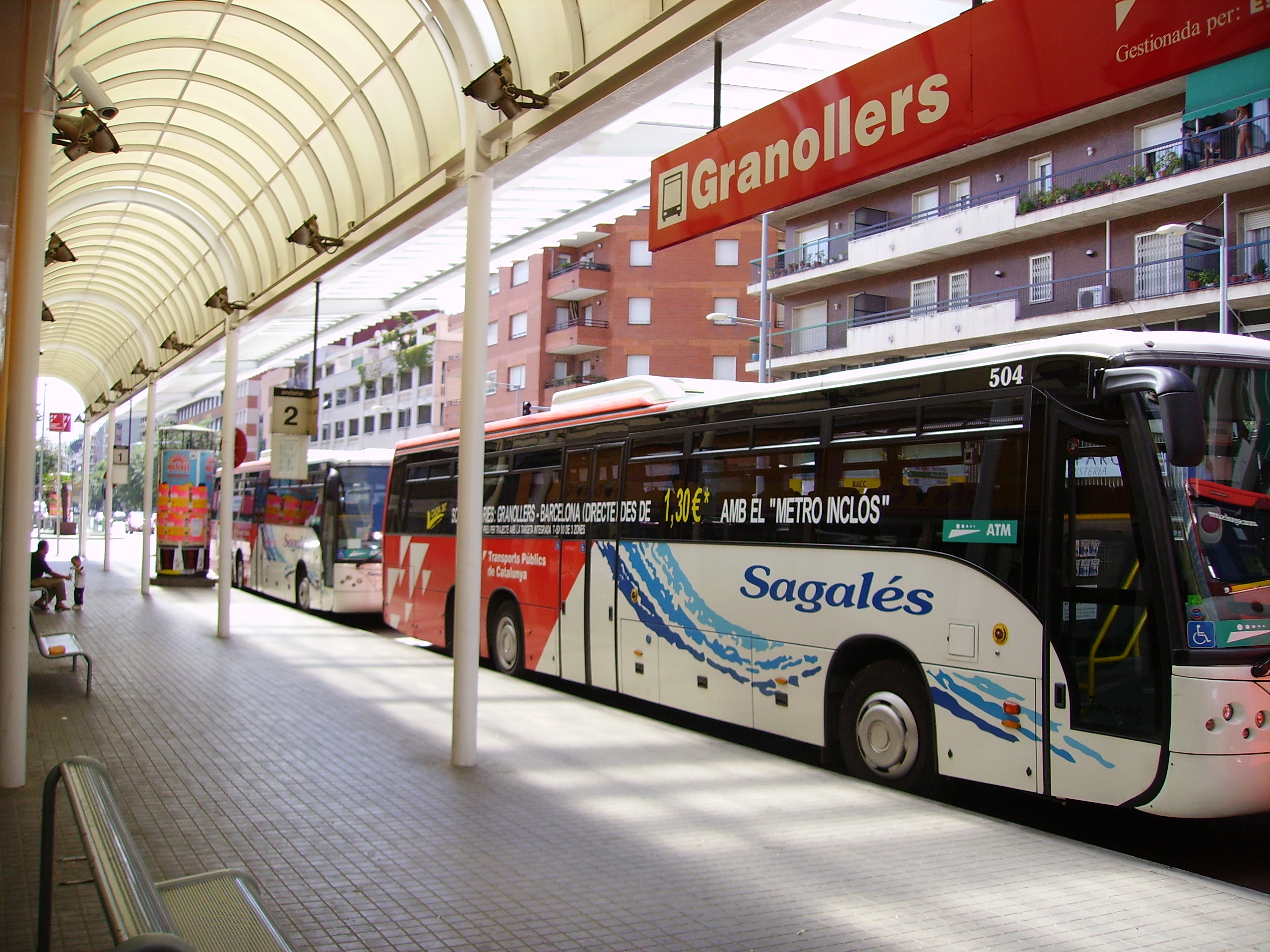
Estació d'autobusos de Granollers amb autobusos interurbans de Sagalés.

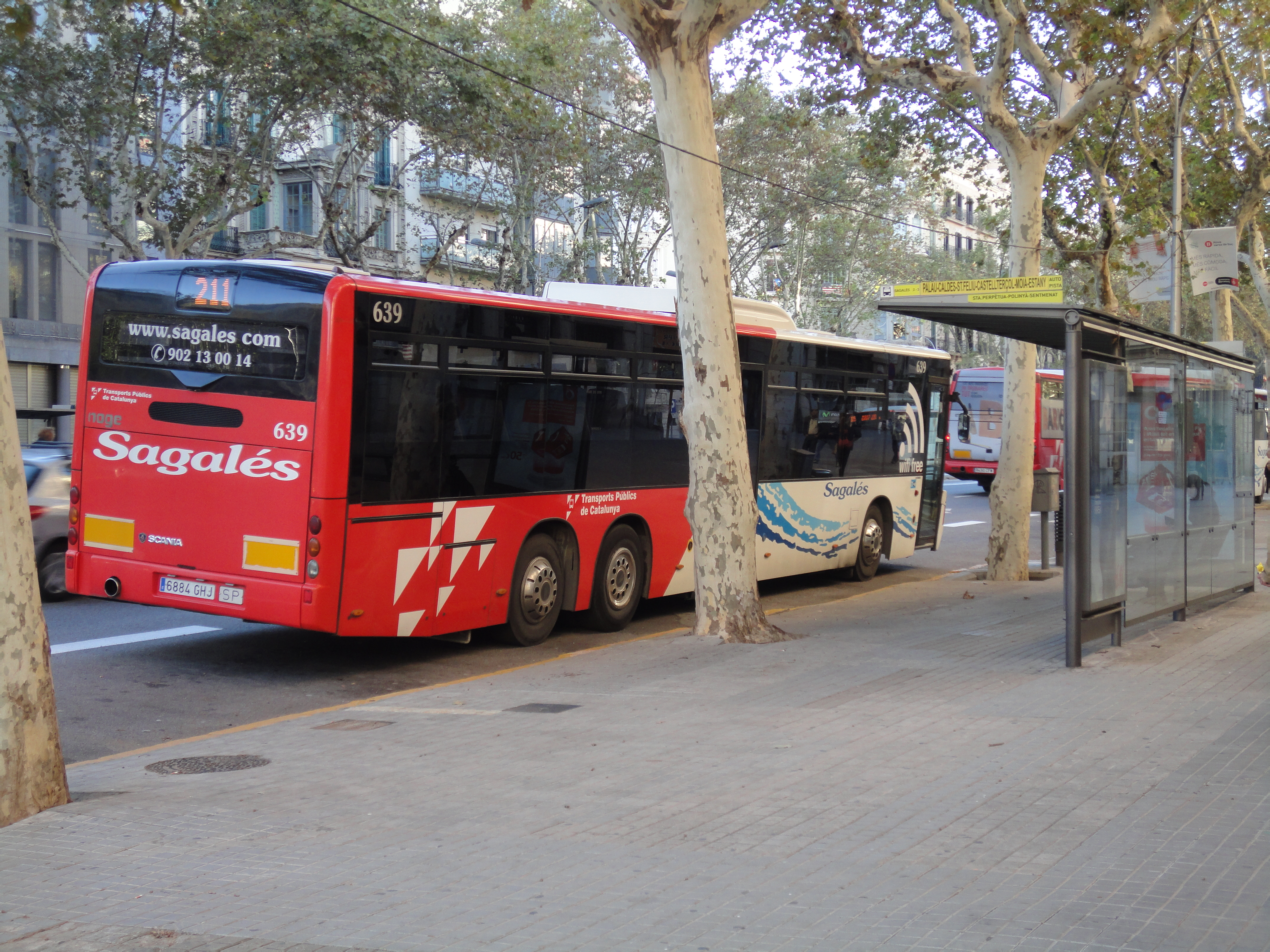
Autobús interurbà de l'empresa Sagalés en el Passeig de Sant Joan de Barcelona.

## Història
Els primers antecedents daten de l'any 1641, quan els fundadors de la saga Josep Sagalés i Elisabet Ombert van iniciar les seves activitats econòmiques com a paraires. Cap a l'any 1711 es van crear els primers recorreguts, per portar glaç extret dels pous de les muntanyes de Moià fins a Barcelona, que esdevingueren les primeres xarxes que intercomunicaven diverses poblacions, i va continuar amb la càrrega de productes i les gestions a distància per encàrrec. Ja entrats al segle xviii va començar el transport amb carros, tartanes i diligències i també van iniciar les activats com a hotelers, acollint els viatgers que traslladaven d'un lloc a un altre. El 1820 s'establí la primera línia regular de passatgers, amb dos carruatges que sortien del carrer del Pi de Barcelona per anar a Caldes de Montbui. A partir de 1909 van incorporació dels primers vehicles de motor, fet que va originar els serveis regulars i va facilitar en gran manera la difusió del transport.
Amb la Guerra Civil es va col·lectivitzar l'empresa. Un cop acabada la guerra, es van recollir restes de vehicles per tornar a començar l'activitat. De fet, és l'any 1944 quan es constitueix l'empresa pròpiament dita. A partir d'aquí, comença a funcionar a través de diferents filials, per tal d'operar els serveis urbans de poblacions importants com ara Granollers o Manresa. Durant la guerra civil la seva flota de 48 vehicles va ser col·lectivitzada, i en acabar la contesa restà destruïda. Malgrat la crisi del petroli, l'etapa postfranquista, la crisi econòmica postolímpica i la supressió de les concessions no subvencionades de voltants de l'any 2000, Sagalés ha continuat al capdavant del sector del transport i ha ampliat la seva oferta amb serveis discrecionals, serveis turístics ocasionals, transport d'obrers, servei escolar. Des del 2015, Sagalés ha ampliat els serveis per cobrir les Illes Balears.
Durant els més de 370 anys d'història de l'empresa, les diverses generacions de la família Sagalés han maldat per situar l'empresa al capdavant del sector de la mobilitat de les organitzacions, esdeveniments i necessitats de transport de Catalunya. Innovacions en aquest sentit han sigut la implantació de la primera T-10 de l'Estat als anys 80, o la implantació de rampes per a minusvàlids i de targetes amb xip als 90. Ha rebut reconeixements per ser una de les empreses més antigues de Catalunya, per l'associacionisme empresarial i per la trajectòria empresarial, així com la Medalla d'Or al Mèrit en Transport de Viatgers, la Placa al Mèrit en el Transport per la Generalitat de Catalunya, i el premi Marketing Winners, entre d'altres.
El juliol del 2017 es va presentar la compra de cinc nous models de busos per a línies regulars, innovadors per la seva eficiència energètica i bona qualificació ambiental. Entre ells hi ha el primer model de bus híbrid que cobreix una ruta interurbana (Barcelona-Caldes de Montbui).
L'empresa s'ha diversificat en altres sectors, i per mitjà de l'empresa Norte de Inversiones gestiona aparcaments i estacions d'autobusos. Una altra línia d'activitat es dedica a la reparació d'autobusos, tant propis com aliens.
Avui, Sagalés està integrada per un grup d'empreses dedicades als diferents tipus de transport (regular, discrecionals, escolars, fàbriques, etc.), prestant servei per tot Catalunya. Sagalés és una de les principals empreses de transport per autobús a Catalunya, opera 114 línies d'autobús interurbanes repartides per tota Catalunya.